# کویوجو (قره‌عیسی‌لی)
کویوجو (به ترکی استانبولی: Kuyucu) یک منطقهٔ مسکونی در ترکیه است که در کارایسالی واقع شده‌است.